# Cuculus clamosus
Cuculus clamosus е вид птица от семейство Cuculidae.

## Разпространение
Видът е разпространен в Ангола, Ботсвана, Буркина Фасо, Бурунди, Габон, Гана, Гвинея, Екваториална Гвинея, Еритрея, Етиопия, Замбия, Зимбабве, Камерун, Република Конго, Демократична република Конго, Кот д'Ивоар, Кения, Либерия, Малави, Мозамбик, Намибия, Нигерия, Руанда, Сиера Леоне, Судан, Свазиленд, Танзания, Того, Уганда, Централноафриканската република, Чад, Южна Африка и Южен Судан.